# Szczytno (powiat warszawski zachodni)
Szczytno – wieś w Polsce położona w województwie mazowieckim, w powiecie warszawskim zachodnim, w gminie Kampinos. Ma status sołectwa.
| SIMC    | Nazwa            | Rodzaj    |
| ------- | ---------------- | --------- |
| 1058728 | Szczytno-Ośrodek | część wsi |
| 1058757 | Szczytno-Parcela | część wsi |

Wieś szlachecka położona była w drugiej połowie XVI wieku w powiecie sochaczewskim ziemi sochaczewskiej województwa rawskiego. W latach 1975–1998 miejscowość należała administracyjnie do województwa warszawskiego.